# Can You Hear Me (álbum de Renaissance)
Can You Hear Me es un álbum en vivo del grupo inglés de rock progresivo Renaissance, editado en el año 2001.
Este trabajo es una reedición del disco At the Royal Albert Hall with the Royal Philharmonic Orchestra Part 1 de 1997, en esta ocasión editado por el sello Disky.

## Lista de canciones
1. Can You Understand (11:24)
2. Proloque (7:21)
3. Can You Hear Me (13:58)
4. Carpet Of The Sun (3:44)
5. Song Of Scheherazade (25:26)

## Integrantes
- Annie Haslam - voz principal
- Michael Dunford - guitarra acústica, coros
- John Tout - teclados
- Jon Camp - bajo eléctrico, coros
- Terence Sullivan - batería, percusiones

Músicos invitados:
- Royal Philharmonic Orchestra dirigida por Harry Rabinowitz

Letras:
- Betty Thatcher